# Natasha Brough
Natasha Brough (11 februari 2001) is een Australisch voetbalspeelster. Ze werd geboren in Australië, maar verhuisde op achtjarige leeftijd naar Spanje.
Brough speelde in Spanje voor La Roca Penya Blanca Blava, RCD Espanyol en Valencia CF.
In de zomer van 2020 kwam ze naar Nederland om bij vv Alkmaar in de Nederlandse Eredivisie te gaan spelen. Ze speelde vooral in het beloftenteam, en in de Eredivisie Cup-wedstrijd tegen sc Heerenveen speelde ze haar eerste officiële wedstrijd voor het hoofdteam.

## Statistieken
| Seizoen | Club   | Land      | Competitie         | Wedstrijden | Doelpunten |
| ------- | ------ | --------- | ------------------ | ----------- | ---------- |
| 2020/21 |        | Nederland | Vrouwen Eredivisie |             |            |
| Totaal  | Totaal | Totaal    | Totaal             | --          | --         |

Laatste update: januari 2021

## Interlands
Omdat Brough in Spanje woonde, mag ze uitkomen voor het Spaans vrouwenvoetbalelftal, maar als tiener is ze alleen op trainingskamp geweest met O17 en O19 van het Australisch vrouwenvoetbalelftal.